# Jiří Schelinger
Jiří Schelinger (6. března 1951 Bousov – 13. dubna 1981 Bratislava) byl český rockový zpěvák a skladatel, jedna z předních postav českého rocku.

## Životopis
Narodil se ve vesničce Bousov, ležící na samé hranici Českomoravské vrchoviny nedaleko Čáslavi. Jeho otec Josef (1921–1995) byl koncertním kytaristou a učitelem kytary na různých hudebních školách v Praze, matka Miloslava (1929–2007) květinářka a on sám brzy propadl muzice, v mládí začal hrát na klavír a později kytaru. Měl bratra Milana. Záhy se přestěhovali do Čestmírovy ulice v Praze-Nuslích, rodiště jejich otce Josefa, kde navštěvoval 91. osmiletou střední školu (na náměstí Československých legionářů, dnes základní škola v Praze-Nuslích, Táborská ulice). Byl oblíben i u starších spolužáků, s nimiž budoval na škole zájmovou kytarovou skupinu. Poté začal navštěvovat střední odborné učiliště, ale učení na instalatéra nedokončil. V době učení na učňovské škole byl po srpnu 1968 zadržen kvůli podezření z účasti na podvodu  a umístěn do zadržovací vazby, kde se pokusil o demonstrativní sebevraždu, aby byl dříve propuštěn. Na jejím základě podstoupil psychiatrické vyšetření, které mělo za následek získání modré knížky, která ho osvobozovala od služby v armádě. Po propuštění z léčebny v Bohnicích se stal kulisákem v divadle Jiřího Wolkera (dnes divadlo v Dlouhé).

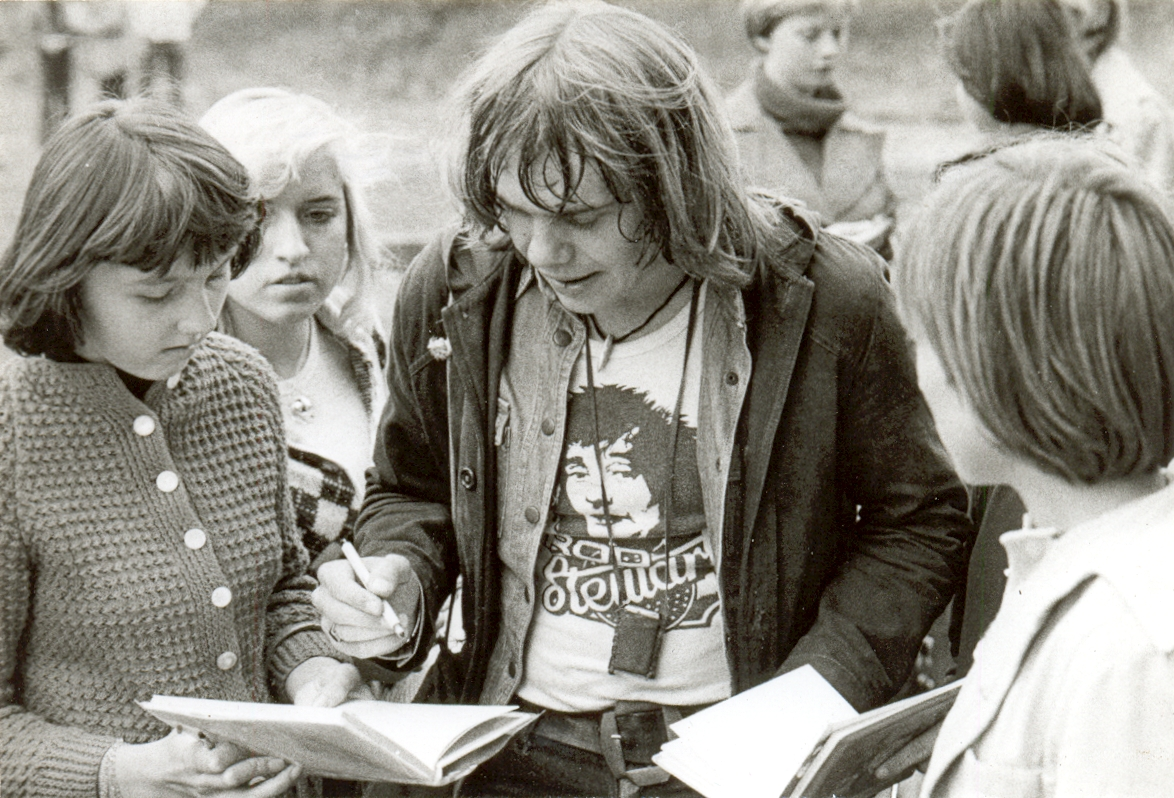
Jiří Schelinger rozdává po koncertě autogramy

Jeho první kapelou, kterou založil již na základní škole v Nuslích a ve které hrál na kytaru, byla Nothing But Nothing. Později vystupoval v barové skupině Ivo Trojana Smaragd, který si ho přizval ke spolupráci. Během vystupování v Liberci se seznámil i se svojí budoucí první ženou Alenou. Manželství se ale nevydařilo a vyústilo rozvodem. Z manželství má dceru Andreu.
Poté nastoupil na místo kytaristy a zpěváka bluesové kapely The Happy Five. Ta však odjela bez Jiřího Schelingra na angažmá do Finska, proto přijal nabídku Karla Šípa a stal se členem jeho skupiny Faraon. S tou natočil roku 1972 svůj první velký hit, píseň „Holubí dům“ od skladatelů Jaroslava Uhlíře a Zdeňka Svěráka a několik dalších singlů. V roce 1973 pak přešel do skupiny Františka Ringo Čecha. Dle vyjádření Františka Ringo Čecha účelem přibrání bylo přitvrzení zvuku kapely. Společně pak nahrávají první nový hit „Švihák lázeňský“ a následně album Nemám hlas jako zvon.
Od roku 1975 měl zakázáno vystupovat v rodném okrese. Podle seznamu, který vyšel v Rudém právu, podepsal v roce 1977 antichartu.

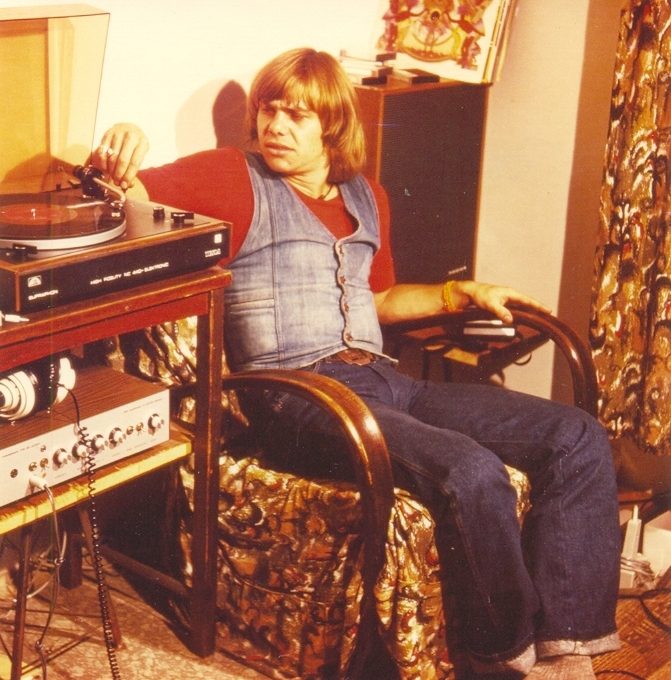
Jiří Schelinger doma v Nuslích

Roku 1977 nahrál s Čechem a jeho skupinou další studiové album Hrrr na ně…, u kterého panovaly obavy ze zásahu cenzury. Jednalo se o první hardrockovou desku v Česku. V 70. letech se mezi příznivci Jiřího Schelingra objevila fáma, že britská skupina Black Sabbath zvažuje angažmá českého zpěváka jako náhradu za Ozzyho Osbourna. Následně odjeli na koncertní turné do Ruska. V Polsku dělali předskokany anglické kapele Smokie. O dva roky později vydal album Nám se líbí, následně se začalo připravovat nové album s názvem Zemětřesení, které ale nebylo kvůli jeho předčasnému úmrtí dokončeno (v roce 1993 nakonec vzniklo ve složení Brichta, Doležal, Henych a Smetáček).
Dne 13. dubna 1981 odjel Jiří Schelinger na pozvání bratislavského studia Československé televize do Bratislavy, kde měl natočit na playback svůj filmový hit „Což takhle dát si špenát“. Za dosud nevyjasněných okolností skočil z bratislavského Starého mostu do Dunaje. Teorií, proč se tak stalo, existuje několik. U bratislavské vinárny se setkal se svou bývalou přítelkyní a jejím novým přítelem a posilněni alkoholem začali konverzovat. Po odchodu z restaurace se k této trojici na bratislavském Hviezdoslavově náměstí přidali dva neznámí přibližně pětadvacetiletí muži, kteří zpěváka poznali a začali ho provokovat různými nevhodnými poznámkami. Po chvíli někdo, jen tak mimochodem, navrhl skok z mostu do Dunaje. Schelingerova obdivovatelka to brala jako žert, zřejmě i sám zpěvák. Vzápětí se skupinka pěti mladých lidí vydala ke Starému mostu. V momentě, kdy skupinka došla přibližně doprostřed Starého mostu mezi druhý a třetí pilíř, nabraly události rychlý spád. Jeden ze dvou neznámých mužů se svlékl do slipů a bez váhání skočil do noční řeky. Neváhal ani Jiří Schelinger. Své obdivovatelce podal tašku s doklady a do Dunaje skočil také, ale oblečený. Vyzývatel se měl zachránit chycením bóje v řece, Schelinger nikoliv.
Údajně jeho mrtvé tělo bylo vyloveno z vody 7. května 1981 u osady Bodíky, v katastru obce Horný Bar, ve značném stupni rozkladu. Protože nebylo prokázáno cizí zavinění, bylo jeho úmrtí uzavřeno jako nešťastná náhoda. To, že jeho tělo nebylo nikdy identifikováno nikým z jeho rodinných příslušníků či alespoň známých, vedlo některé jeho fanoušky k domněnce, že skok přežil a žije někde v ústraní, a k dalším spekulacím.
Jeho tělo je dle oficiální zprávy uloženo na hřbitově v pražských Olšanech.

### Spekulace o smrti

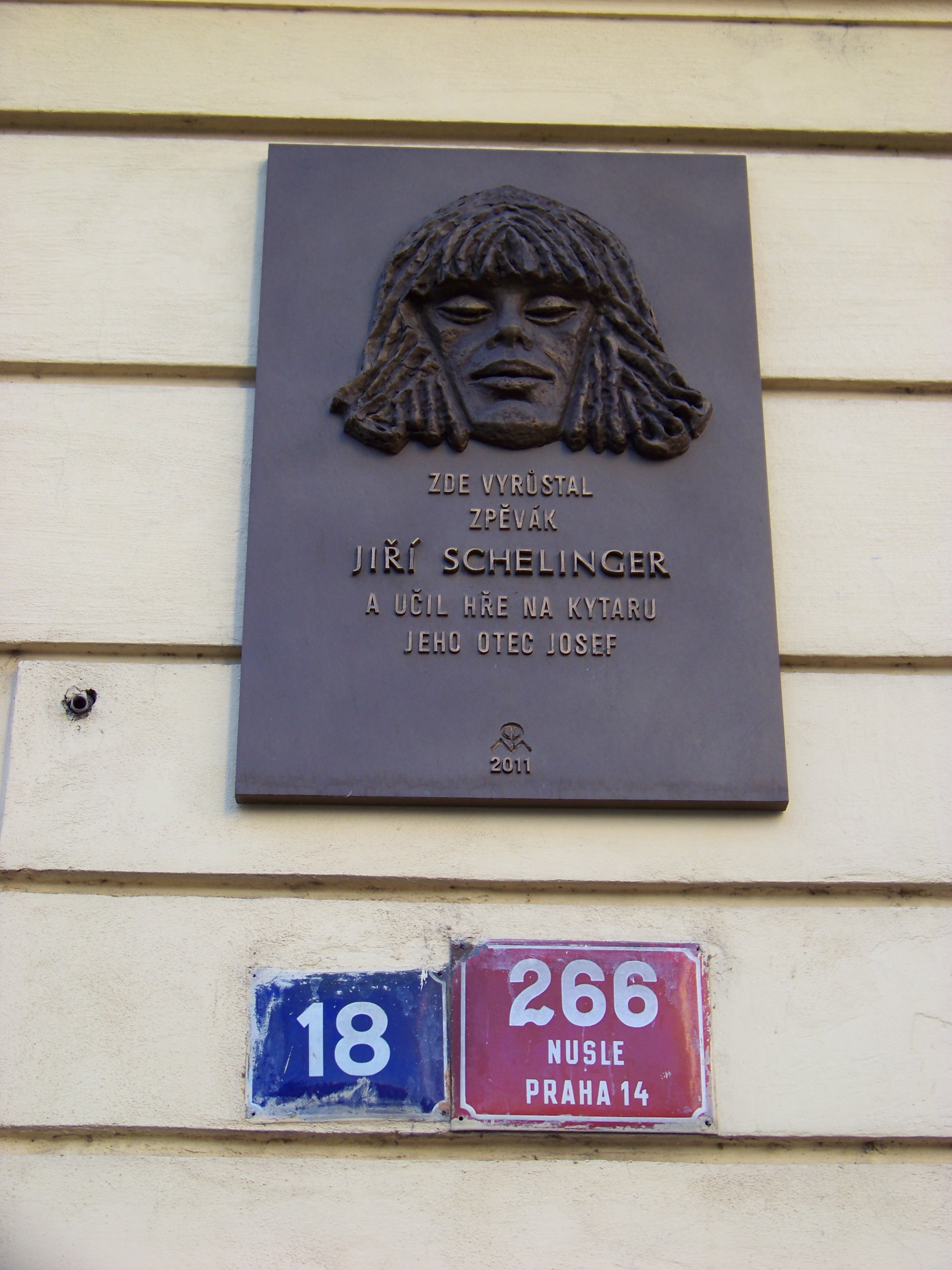
Pamětní deska v ulici Čestmírova 266/18, Praha 4 - Nusle

Jeho smrt nebyla nikdy zcela objasněna a je opředena řadou záhad. Spekuluje se o několika verzích. Mohlo se jednat o úkladnou vraždu zosnovanou Státní bezpečností. Zpěvák také mohl být pod vlivem marihuany, mohl se utopit kvůli Ivě Janžurové.[zdroj⁠?!] Také se spekuluje, že mohlo jít o pokus zpěváka emigrovat, žít v ústraní či o sebevraždu. Současně se spekuluje, že tehdejší Veřejná bezpečnost se pokusila případ rychle uzavřít a za tělo Jiřího Schelingra bylo prohlášeno tělo cizího neznámého muže, který měl být z Dunaje taktéž vytažen. Tuto teorii podporuje i vyjádření jeho bratra Milana, který po letech získal pitevní zprávu popisující tělo zpěváka rozdílně oproti skutečnosti, příčinou smrti měl být údajně infarkt. Totožnost těla nikdy nebyla určena žádným rodinným příslušníkem ani blízkým člověkem Schelingera. Závěr, že se jedná o tělo zpěváka, byl učiněn na základě zubařské karty.

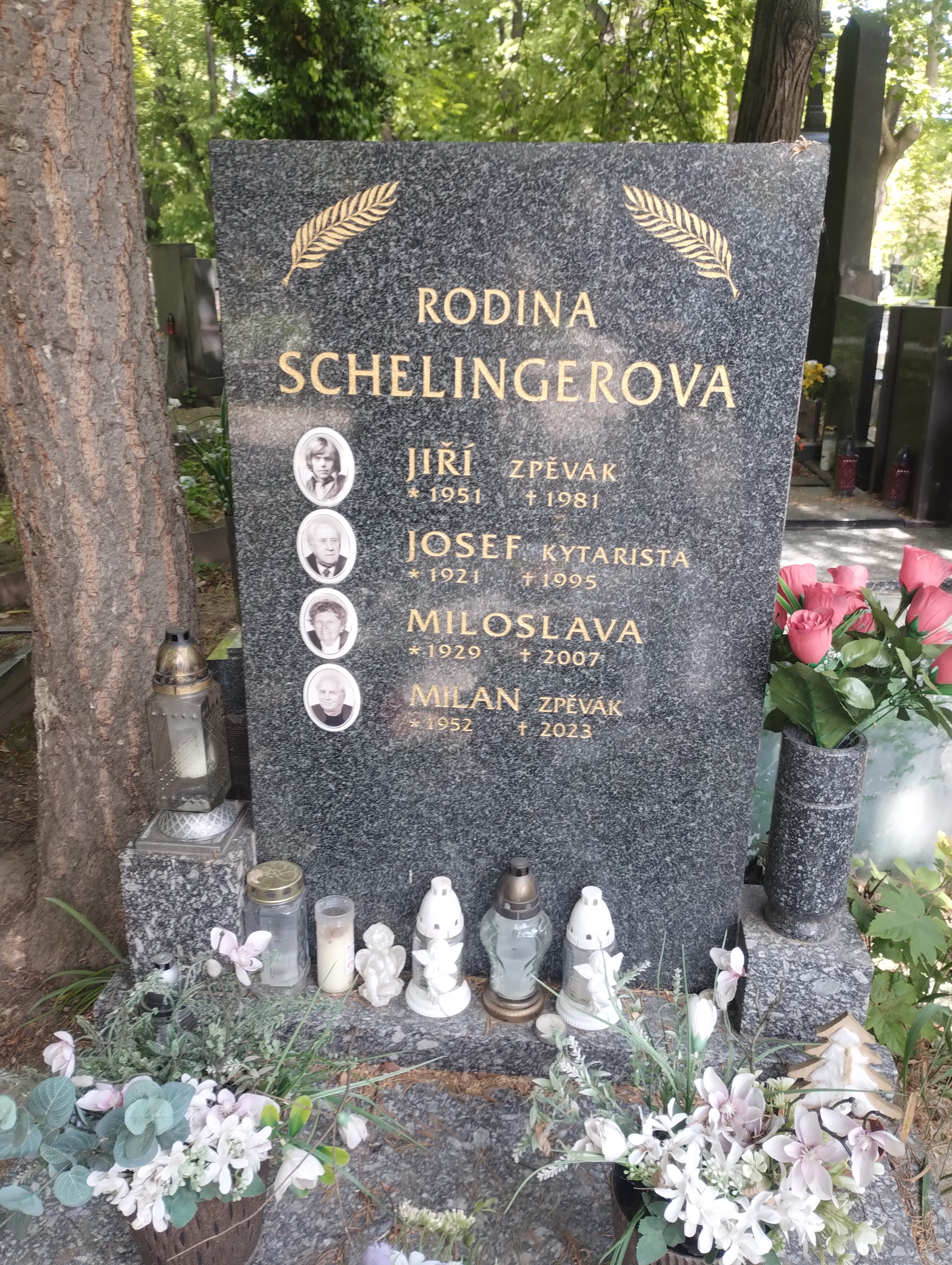
Hrob na Olšanských hřbitovech

Jeho bratr Milan Schelinger  tvrdil, že jeho tělo bylo nalezeno až na březích Dunaje později v Maďarsku, kde byl následně pochován jako neznámý muž.
V roce 2016 dostal jeho bratr do rukou tajnou složku, která byla dle slov bývalého federálního ministra vnitra Jána Langoše již skartována a zničena. Byla mu poslána anonymně. V pořadu České televize Třináctá komnata Milan Schelinger prozrazuje: „Už víme, že to byl on. Byl tam výslech všech lidí, kteří tu nehodu nahlásili, viděli, pitevní zpráva, fotky z mostu, z místa nalezení, fotky jeho oblečení a fotky bráchy na pitevním stole. No strašný. Jak se do vody dostal, to už se nikdy nedozvíme, ale že je to on už víme - měl klíčky od svého auta v kapse džínů,“ povzdechl si Milan.
Přes svůj krátký život se stal legendou českého bigbítu. Jeho zpěv je dodnes jedním z nejcharakterističtějších v české rockové historii a je považován za jednoho z největších českých rockových zpěváků, jeho hity jsou stále populární.
K šedesátému výročí jeho narození (a třicátému výročí úmrtí) mu byla v březnu 2011 na jeho domě v Praze 4-Nuslích, kde od raného dětství bydlel (Čestmírova 266/18), odhalena busta s pamětní deskou.

## Diskografie

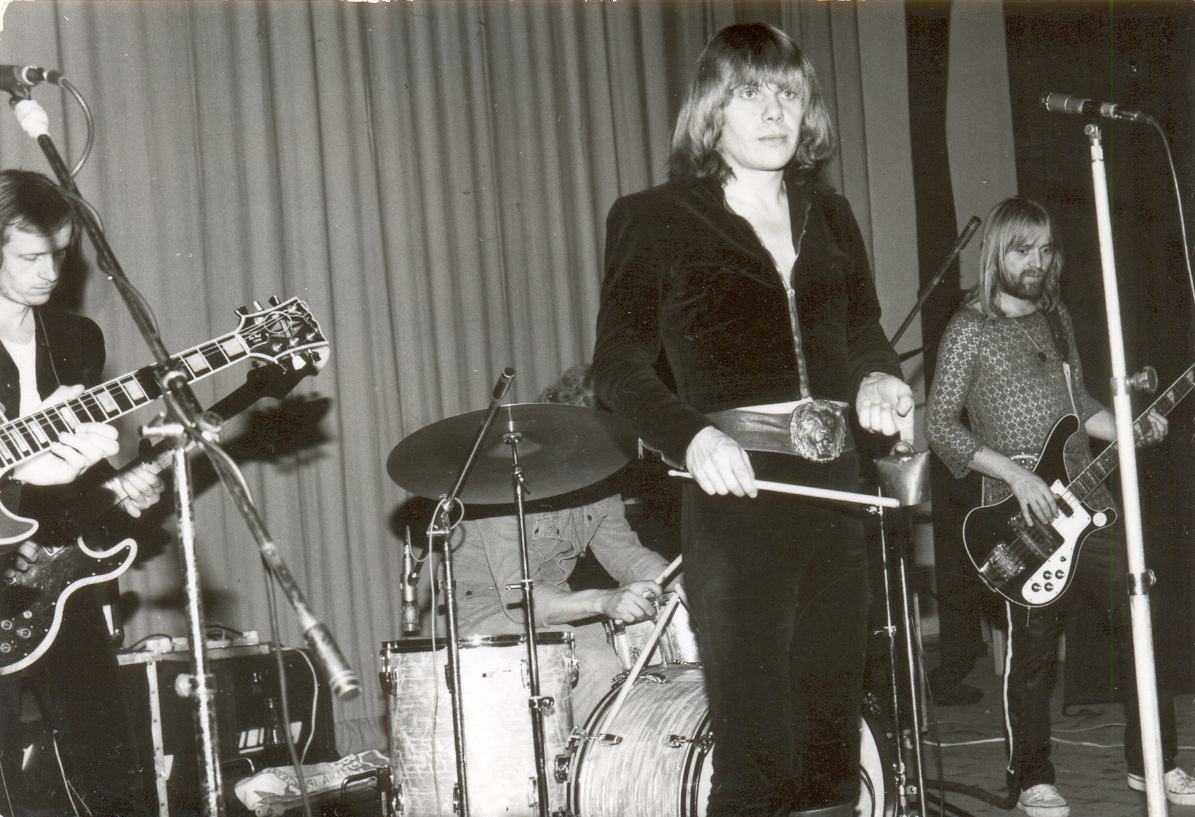
Při koncertě spolu se svým bratrem Milanem (vlevo)

### Singly
- 1973 Holubí dům / René, já a Rudolf (Supraphon)
- 1973 Boty děravý / Dráty pletací (Supraphon)
- 1974 Tak ať / Ať jdou dál (Supraphon)
- 1974 Proč potápěč pláče / Jabloňový list (Supraphon)
- 1975 Sim-sala-bim / Formule (Supraphon, SP)
- 1975 Matko má, nedovol / Co je to mezi námi (Supraphon, SP)
- 1975 Jsem svítání / Já to vím (Supraphon, SP)
- 1975 Dělám hú / Tornádo (Supraphon, SP)
- 1976 Šípková Růženka / Sníh a mráz (Supraphon, SP)
- 1976 Já se mám / Léto s tebou (Supraphon, SP)
- 1976 Trambus / Zpověď (Supraphon, SP)
- 1976 Evženie / Ptají se lidé (Supraphon, SP)
- 1976 Moudrý strýček Véna / Švihák lázeňský (Supraphon, SP)
- 1977 Znáš ten dům / Lidé jako my (Supraphon, SP)
- 1977 Brouk Pytlík / Holka bláhová (Supraphon, SP) 2. strana
- 1977 Praví muži zkušení / Tréma (Supraphon, SP)
- 1977 Tvůj první velký kluk jsem já / Jen se pousměj (Supraphon, SP)
- 1977 Což takhle dát si špenát / Závodník (Supraphon, SP)
- 1978 Blues o bolesti / Viva Tonda Mahavišnu (Supraphon, SP)
- 1978 Hop, a je tu lidoop / Kolem mne je lidí (Supraphon, SP)
- 1978 Sloní bugy / Krev neklidná (Supraphon, SP) duety s Helenou Maršálkovou
- 1978 Nám se líbí / Už není pro mě k mání (Supraphon, SP)
- 1980 Jahody mražený / Jsem prý blázen jen (Supraphon, SP)
- 1980 Což to není krásné / Létáme Franta-já, létáme oba dva (Supraphon, SP) 2. strana duet s Čechem
- 1980 Lupič Willy / Co dělá Indián (Supraphon, SP) 1. strana
- 1981 Alchymista / Sen (Supraphon, SP)
- 1982 Díky za všechno, mámo má / Sestra má mě hýčká (Panton, SP)

### EP
- 1979 Už mě nelíbej / Znám tisíc důvodů / Tak ahoj, mini / Neskutečná (Panton)
- 1981 Já jsem básník – mistr péra. Písně z TV programů "Zpívá a hovoří F. R. Čech". (Panton)

### Alba
- 1975 Báječní muži (Supraphon) (spolu s Viktorem Sodomou a skupinou F. R. Čecha)
- 1975 Ovoce z naší zahrádky (Supraphon) – Album nemá žádný název, ale podle fotografie na přebalu se vžil uvedený.
- 1975 Nemám hlas jako zvon (Panton)
- 1976 Schelinger a Rezek se skupinou F. R. Čecha  (Panton)
- 1977 Hrrrr na ně (Supraphon)
- 1979 Nám se líbí…, (Supraphon)

### Kompilace
- 1990 Holubí dům (Supraphon)
- 1991 Hledám cestu zpátky (Panton)
- 1993 Singly 1972–1978 (Supraphon)
- 1997 Holubí dům (Bonton music) (Rock komplet 1973–1976)
- 1998 Lupič Willy (Bonton music) (Rock komplet 1976–1980)
- 1999 Švihák lázeňský (Bonton music) (Pop komplet 1972–1979)
- 2001 Holubí dům (Areca Multimedia)
- 2002 Jsem svítání (Bonton music) (výběr z nevydaných nahrávek z let 1973–1981)
- 2003 Jahody mražený (Supraphon) (Ty nejlepší 1973–1981)
- 2006 Jsem prý blázen jen (Supraphon)
- 2007 Holubí dům (Supraphon, DVD)
- 2011 Čas 51:71:81 (Supraphon)

### Písně na kompilacích
- 1992 Ringo hitmaker Supraphonu (Supraphon, 11. Dělám hů! (1974), 13. Švihák lázeňský (1976), 14. Což takhle dát si špenát (1977))
- 2003 To byl váš hit – 70. léta (Levné knihy, FR Centrum, 11. Holubí dům)
- 2006 Legendy českého popu 70. léta (Universal Music, 09. René, já a Rudolf)
- 2006 První originální Karaoke (Universal Music, DVD, 02. Holubí dům)
- 2007 40 největších hitů – Karel Svoboda (Universal Music, 18. Což takhle dát si špenát, 11. Hudba radost dává)
- 2007 Hity z českých filmů a pohádek 1+2 (Popron, CD2/02. Což takhle dát si špenát, CD2/19. Hop, a je tu lidoop)
- 2007 Platinum Collection – Karel Svoboda (EMI, 10. Což takhle dát si špenát)

## Další písně
- 1975 Hudba radost dává (z filmu Romance za korunu, 1997 na kazetě Holubí dům)
- 1975 Vyskoč, vstávej, k nám se dej  (z filmu Romance za korunu, 1999 na kazetě Švihák lázeňský)
- 1977 Kde jsi, moje lásko (1999 na kazetě Švihák lázeňský)
- 1978 Co se děje (1999 na kazetě Švihák lázeňský)

## Ztracené či nevydané nahrávky
- Kufr (natočeno v Brně, ztraceno)
- Hej, štartér
- Budu to já (s Jitkou Zelenkovou a Ladislavem Štaidlem)
- Sylvia (nevydaná nahrávka)
- Konec, platím útratu (z filmu Muž s orlem a slepicí)